# Берешть-Мерія
Берешть-Мерія, Берешті-Мерія (рум. Berești-Meria) — село у повіті Галац в Румунії. Входить до складу комуни Берешть-Мерія.
Село розташоване на відстані 231 км на північний схід від Бухареста, 74 км на північ від Галаца, 121 км на південь від Ясс.

## Населення
За даними перепису населення 2002 року у селі проживали 626 осіб, з них 624 особи (99,7%) румунів. Рідною мовою 623 особи (99,5%) назвали румунську.